# Doblatina
Doblatina este o localitate din comuna Laško, Slovenia, cu o populație de 58 de locuitori.